# Coşkun Özarı
Çoşkun Özarı, né le 4 janvier 1931 dans la ville d'Istanbul, et mort le 22 juin 2011, est un footballeur turc.
Özarı a débuté dans l'équipe jeune de Galatasaray SK. Ayant joué au club de Galatasaray jusqu'en 1957.
Ayant joué 10 ans dans ce club, il a gagné 3 ligues professionnelles.
Il a joué à 5 reprises avec l'équipe nationale turque.
Après avoir arrêté sa carrière de footballeur, il a été en Angleterre pour faire un stage d'entraîneur.
Il a entraîné les différents clubs de Galatasaray, Şekerspor, Adana Demirspor et l'équipe nationale turque.
Son fils Murat Özarı est présentateur sur TV8 pour le programme Bay Tahmin.